# Lauwin-Planque
Lauwin-Planque ist eine französische Gemeinde mit 1.593 Einwohnern (Stand: 1. Januar 2022) im Département Nord in der Region Hauts-de-France und gehört zum Arrondissement Douai und zum Kanton Douai. Die Einwohner werden Lauwinois und Lauwinoises genannt.

## Geographie
Die Lauwin-Planque liegt im Nordfranzösischen Kohlerevier, circa drei Kilometer nordwestlich von Douai am Escrebieux, einem Zufluss der kanalisierten Deûle.
Umgeben wird Lauwin-Planque von den Nachbargemeinden Flers-en-Escrebieux im Norden, Douai im Osten, Cuincy im Süden sowie Esquerchin im Westen. Im Nordwesten der Gemeinde  befindet sich ein Windpark mit vier Windkraftanlagen.

## Bevölkerungsentwicklung
| Jahr                       | 1962 | 1968 | 1975 | 1982 | 1990 | 1999 | 2006 | 2012 | 2020 |
| Einwohner                  | 960  | 948  | 918  | 1247 | 1775 | 1900 | 1818 | 1784 | 1604 |
| Quellen: Cassini und INSEE |      |      |      |      |      |      |      |      |      |

## Sehenswürdigkeiten

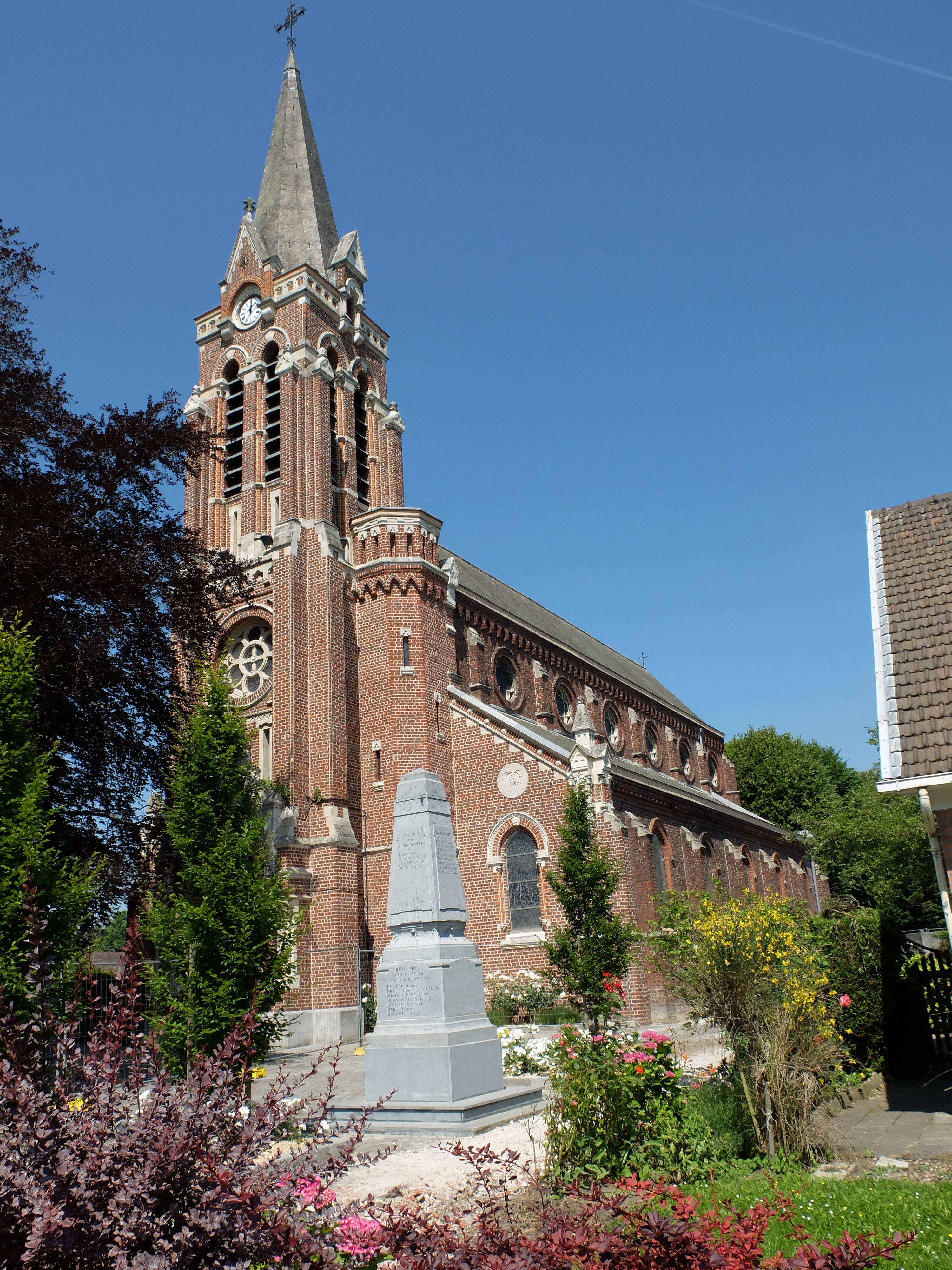
Kirche Saint-Ranulphe

- Kirche Saint-Ranulphe